# Ministero dell'interno (Marocco)
Il Ministero dell'interno (in arabo وزارة الداخلية‎?) è un dicastero del governo marocchino responsabile per il mantenimento dell'ordine pubblico e della sicurezza interna nonché dell'amministrazione territoriale del Marocco. Per la sua importanza è stato soprannominato come "la madre di tutti i ministeri".
L'attuale ministro è Abdelouafi Laftit, in carica dal 5 aprile 2017.